# Ti-VCT
Ti-VCT (ang. Twin Independent Variable Camshaft Timing) – system zmiennych faz rozrządu wprowadzony przez firmę Ford, w którym niezależnie od siebie steruje się położeniem wałków rozrządu dla zaworów dolotowych i wylotowych. Powoduje to zmianę położenia momentów otwarcia i zamknięcia zaworów w stosunku do położenia wału korbowego. Zastosowanie tego systemu w silniku poprawia charakterystykę momentu obrotowego na niskich obrotach, zwiększa moc i redukuje zużycie paliwa.